# Javier Velasco
Javier Ignacio Velasco Villegas (Santiago, 5 de julio de 1985) es un político y abogado chileno, militante de Frente Amplio y actual embajador de Chile en España, cargo que ejerce desde el 1 de mayo de 2022.
Es abogado de la Universidad de Chile y magíster en Derecho (LLM) de la Universidad de California-Berkeley. Asimismo, cuenta con un diploma en Introducción a las Humanidades Digitales de Harvard, con un diploma en Negocios, relaciones internacionales y economía política de la London School of Economics, y fue académico visitante en el Global Legal Studies Center de la Facultad de Derecho de la Universidad de Wisconsin-Madison
Fue parte del movimiento estudiantil chileno de inicios de los años 2000, siendo fundador del Colectivo Arrebol en la Facultad de Derecho de la Universidad de Chile. Militó en Izquierda Autónoma hasta su quiebre, tras lo cual, junto a figuras como Gabriel Boric, Gonzalo Winter, Constanza Schönhaut y Jorge Sharp participó de la creación del Movimiento Autonomista y el Frente Amplio chileno. Posteriormente fue uno de los fundadores de Convergencia Social, partido que llegaría a la Presidencia con Boric apenas dos años más tarde.

## Reseña biográfica
Estudió en el Instituto Nacional General José Miguel Carrera y en la Facultad de Derecho de la Universidad de Chile. Hizo estudios de posgrado en Estados Unidos, y a su regreso se desempeñó como asesor legislativo del diputado Gonzalo Winter durante el período legislativo 2018-2022. A lo largo de los primeros años del Movimiento Autonomista, Convergencia Social y el Frente Amplio, se desempeñó en diversos cargos orgánicos y dirigió los equipos gráficos y programáticos de campañas como las de Gonzalo Winter al parlamento, y la de Gabriel Boric a la presidencia.
Asimismo, ha escrito diversos artículos académicos y columnas, y ha participado como panelista en medios de comunicación. Fue candidato a consejero regional por la Circunscripción Santiago II en las elecciones de 2021 de la Región Metropolitana de Santiago, no resultando electo al obtener el 2,76% de los votos. En su trabajo gráfico destaca el diseño del primer y el actual logotipo del Frente Amplio chileno.
Se desempeña como embajador extraordinario y plenipotenciario de Chile en España desde el 1 de mayo de 2022.

## Historial electoral

### Elecciones de consejeros regionales de 2021
- Elecciones de consejero regional, por la circunscripción Santiago II Centro (Santiago, Recoleta, Independencia, Quinta Normal, Cerro Navia, Lo Prado)[5]

| Candidato                   | Pacto                         | Partido | Votos  | %     | Resultados |
| --------------------------- | ----------------------------- | ------- | ------ | ----- | ---------- |
| María Eugenia Puelma Alfaro | Por un Chile Digno            | PCCh    | 32 423 | 10,29 | Consejera  |
| Noemí Martínez Díaz         | Frente Amplio                 | RD      | 23 296 | 7,39  | Consejera  |
| Sofía Muñoz Garay           | Republicanos e Independientes | PRCh    | 16 623 | 5,28  | Consejera  |
| Dióscoro Rojas Campos       | Unidad Constituyente          | PS      | 15 956 | 5,06  | Consejero  |
| Melanie Bustos Alveal       | Ecologistas e Independientes  | ILAC    | 15 565 | 4,94  |            |
| Celin Moreno Cruz           | Chile Vamos                   | RN      | 12 397 | 3,93  |            |
| Natalia Moreno Monroi       | Partido de la Gente           | PDG     | 11 892 | 3,78  |            |
| Álvaro Lavín Aliaga         | Chile Vamos                   | UDI     | 10 801 | 3,44  |            |
| Javier Velasco Villegas     | Frente Amplio                 | CS      | 8678   | 2,76  |            |